# Euscoturopsis
Euscoturopsis är ett släkte av fjärilar. Euscoturopsis ingår i familjen tandspinnare.
Kladogram enligt Catalogue of Life:
| Euscoturopsis | \| \| Euscoturopsis elongata \| \| \| \| \| \| Euscoturopsis extensa \| \| \| \| \| \| Euscoturopsis uniformis \| \| \| \| |
|               | \| \| Euscoturopsis elongata \| \| \| \| \| \| Euscoturopsis extensa \| \| \| \| \| \| Euscoturopsis uniformis \| \| \| \| |
|               | Euscoturopsis elongata |
|               | |
|               | Euscoturopsis extensa |
|               | |
|               | Euscoturopsis uniformis |
|               | |